# 朝野寅四郎
朝野 寅四郎（あさの とらしろう、1894年（明治27年）1月7日 - 1973年（昭和48年）3月24日）は、大日本帝国陸軍軍人。最終階級は陸軍中将。

## 経歴
1894年（明治27年）に東京府で生まれた。陸軍士官学校第27期、陸軍大学校第38期卒業。1936年（昭和11年）に陸軍技術本部米国駐在官となり、1938年（昭和13年）に陸軍砲兵大佐に進級。1939年（昭和14年）3月に関東軍兵器部員を経て、8月に野戦重砲兵第20連隊長に転じる。1940年（昭和15年）に陸軍技術本部課長、1941年（昭和16年）7月に陸軍兵器学校幹事となり、10月に陸軍少将に進級。
1942年（昭和17年）に第1軍兵器部長、1943年（昭和18年）に北支那方面軍兵器部長を経て、1944年（昭和19年）支那派遣軍兵器部長となった。1945年（昭和20年）4月に陸軍中将に進級。同年6月に第308師団長に親補され、青森県野辺地で終戦を迎えた。
1947年（昭和22年）11月28日、公職追放仮指定を受けた。